# Giuseppe Bernardazzi
Giuseppe Bernardazzi junior (* 13. August 1816 in Pambio bei Lugano, Tessin; † 15. Januar 1891 ebenda) war ein Schweizer Architekt und Maler.

## Leben
Giuseppe Raimondo war Sohn des Architekten Vincenzo Antonio und Bruder des Eugenio Carlos (* 19. Dezember 1813). Nach dem Architekturstudium in Mailand, 1834 erhielt er sein Diplom als Architekt, dann ging er nach Sankt Petersburg, wo er unter anderem Aufträge für die Residenz und das Winterpalais erhielt. Als architekt war er auch im Kronstadt und Moskau tätig. Von 1845 bis 1855 wirkte er an den Festigungs- und Sicherungsarbeiten von Sewastopol anlässlich des Krimkrieges mit. Wie gross sein Anteil war, ist umstritten: Teils ist man der Meinung, dass er für die Planung verantwortlich war, teils wird er nur als ausführendes Organ bezeichnet.
Im Sommer 1851 in Sankt Petersburg bestieg er den Glockenturm der Kathedrale der Apostel Peter und Paul und begann mit der Arbeit an der Ansicht des linken Newa-Ufers, die den Blick auf Wyborg und die Inseln Vasiljevsky und Zajacij umfasst. Hier werden der Sommergarten, die Peter-und-Paul-Festung, die Admiralitätswerft und der Seehafen abgebildet. Im Jahre 1859 kehrte er in die Schweiz zurück. Dort wirkte er unter anderem als Lehrer, Architekt und Maler.
Er porträtierte Ansichten der Stadt Lugano, von denen eine der Prinzessin Massalski Dora d’Istria (1859) und die andere dem Rechtsanwalt Carlo Battaglini gewidmet ist.
Im Familienarchiv der Bernardazzi werden Dokumente und Schriften, Pläne und Skizzen sowie ein Bildnis von Giuseppe Bernardazzi aufbewahrt.